# Чеботаевка (Пензенская область)
Чеботаевка — деревня в Колышлейском районе Пензенской области. Входит в состав Потловского сельсовета.

## География
Чеботаевка находится в 67 км от города Пензы и в 9 км от районного центра Колышлей и одноименной железнодорожной станции, на правом берегу Хопра, на южной окраине Старой Потловки.

## История
Названа по фамилии землевладельца, дворянина, солдата Преображенского полка И. С. Чеботаева. До 1747 года он передал вотчину дочери, М. И. Луниной.
Деревня была объединена с селом Таптыковка Сердобского уезда Саратовской губернии.
На 1 января 2004 года — 58 хозяйств, 113 жителей. В 1959 году — в составе Давыдовского сельсовета. В 1953 на плане село показано как состоящее из двух частей: Чеботаевка-1 и Чеботаевка-2 (центральная усадьба колхоза имени Чапаева).
В 2015 году в деревне Чеботаевка проходил седьмой волонтерский лагерь храма святой мученицы Аллы, который занимался восстановлением усадьбы Свиридовых.

## Население
| 1747 | 1795 | 1811 | 1859 | 1877 | 1911 | 1926 |
| ---- | ---- | ---- | ---- | ---- | ---- | ---- |
| 186  | ↗408 | ↗550 | ↘509 | ↗521 | ↗707 | ↗823 |
| 1939 | 1959 | 1979 | 1989 | 1996 | 2002 | 2010 |
| ↘662 | ↘315 | ↘169 | ↘96  | ↗111 | ↗114 | ↗115 |

## Достопримечательности
Усадьба Свиридовых, построенная в XVIII в. капитаном Иваном Степановичем Свиридовым. До 2005 г. в ней находилась амбулатория, затем "оптимизированная" и подвергнувшаяся в связи с этим разграблению. С 2013 г. под присмотром Попечительского совета храма св. Аллы. В 2020 г. приобретена Некоммерческим партнерством "Спасское дело" с целью реставрации и создания в ней социально-рекреационного центра - Богадельни им. св. Александра Невского при Попечительском совете храма св. Аллы.